# Múscul recte anterior del cap

## Imatges

Animació on s'observa la posició del múscul recte anterior menor del cap. Alguns ossos al voltant del múscul estan en semitransparència.
Animació amb el crani eliminat (excepte l'os occipital)
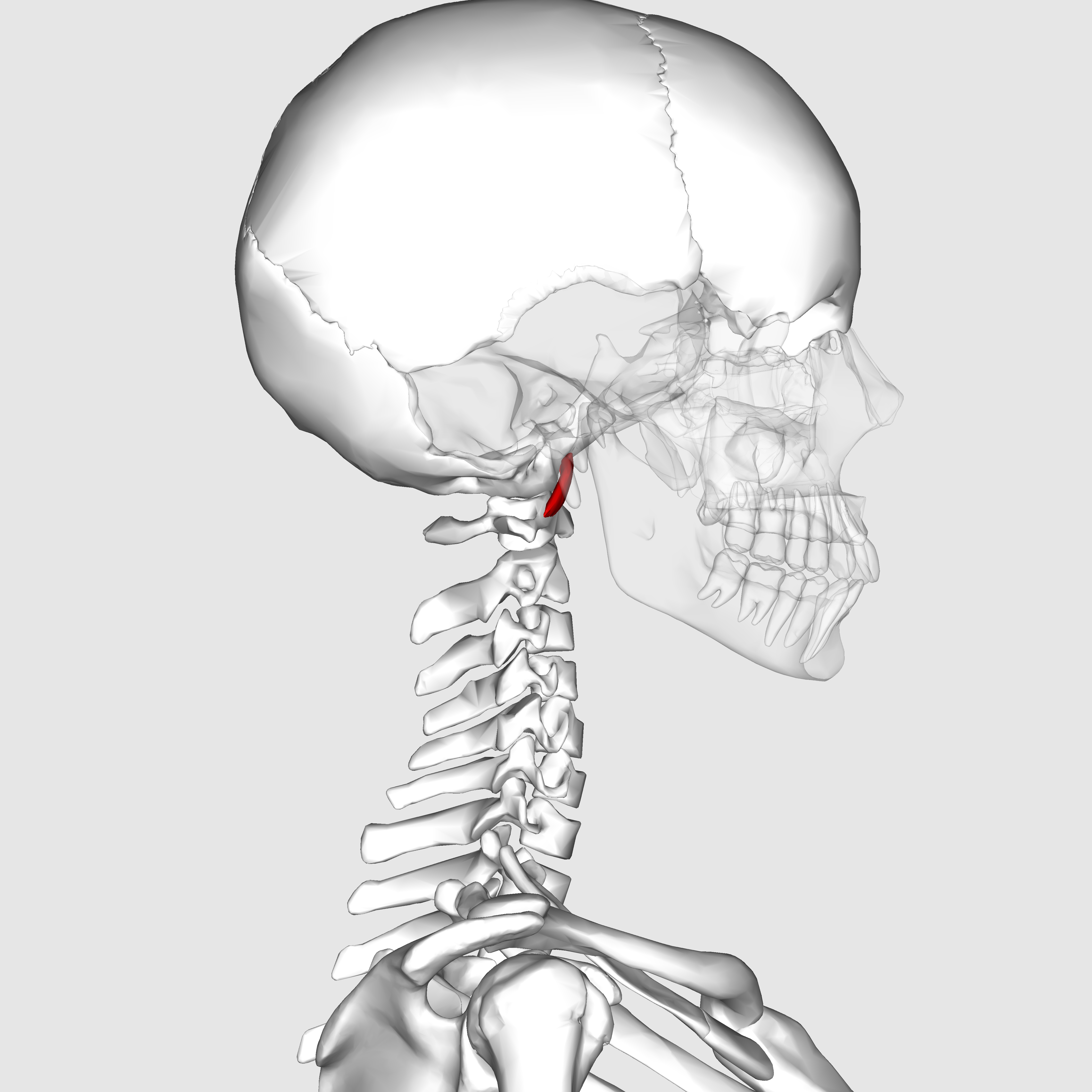
Imatge fixa en una vista lateral

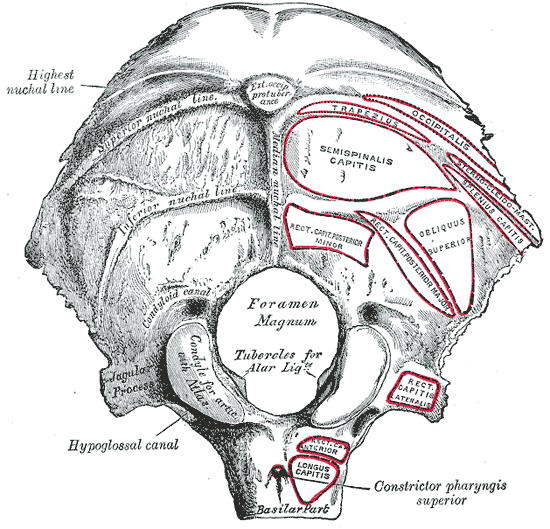
Os occipital. Superfície exterior.
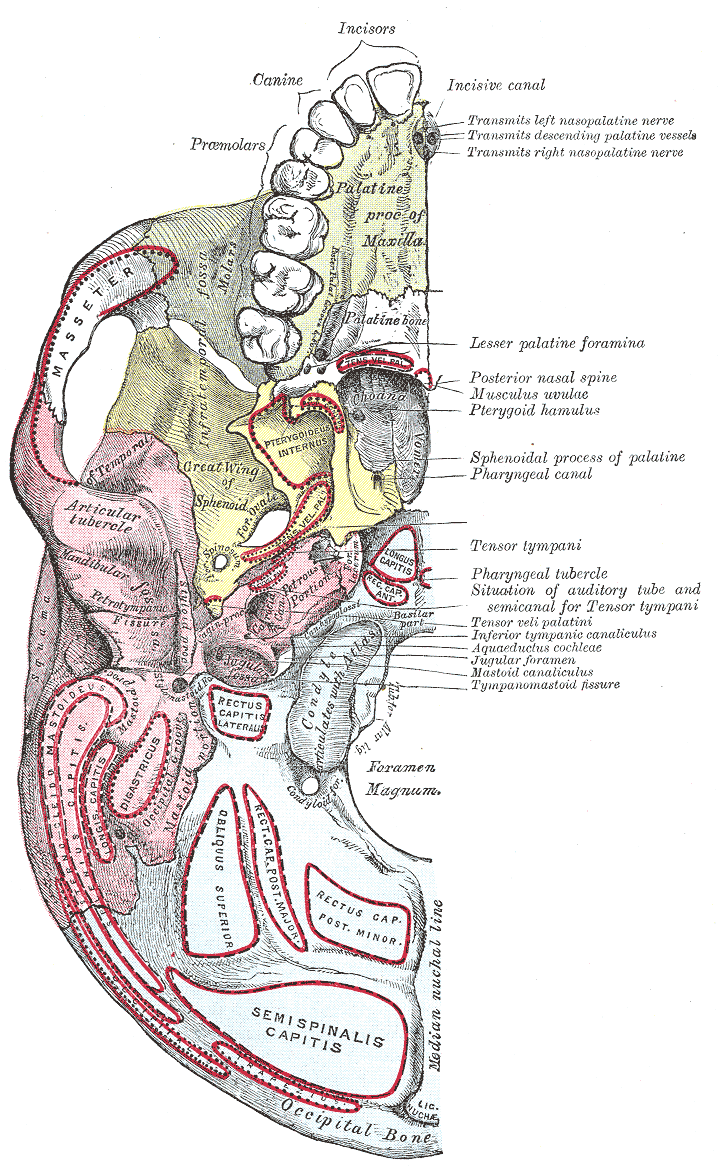
Base del crani. Superfície inferior.